# Westerbroek
Westerbroek (Gro.: Westerbrouk) – wieś w Holandii, w prowincji Groningen, w gminie Hoogezand-Sappemeer. 